# Oberaden
Il campo militare romano di Oberaden si trova nella frazione della città tedesca di Bergkamen (Kreis Unna). Fa parte di una serie di fortificazioni realizzate all'epoca di Augusto, ai fini dell'occupazione della Germania e della sua trasformazione in provincia romana.

## Storia

### Dalle campagne di Druso a quelle di Germanico (12 a.C. - 16 d.C.)
Il momento della fondazione del campo è suggerito da Cassio Dione in relazione alla campagna di occupazione della Germania, dell'anno 11 a.C. da parte di Druso. La fine del suo utilizzo potrebbe essere avvenuto pochi anni più tardi, attorno al 9-8 a.C., a vantaggio del vicino accampamento militare di Haltern.
Il campo potrebbe essere stato utilizzato anche nel corso delle campagne di Germanico del 14-16.

## Gli scavi archeologici
Il primo ritrovamento archeologico risale al 1905, quando un parroco, un certo Otto Prein, trovò nel terreno i primi reperti archeologici di età augustea, non molto distante dal più piccolo campo militare romano di Beckinghausen. L'anno successivo gli scavi continuarono sotto la direzione del professore Gerhard Kropatschek, fino al 1914.
A seguito di tutta una serie di nuove e più ampie campagne di scavi, condotte negli anni 1937 e 1938 sotto la direzione di Christoph Albrecht, negli anni 1962/1963 e dal 1976, fu messo in luce il perimetro dell'accampamento romano (di circa 2,7 km), per metà a forma di rettangolo e per metà di ottagono, che copriva ben 56 ettari (840x680 metri), non molto lontano dal basso corso del fiume Lippe.
Questo campo faceva parte di tutta una serie di forti ausiliari e legionari lungo il corso di questo affluente del Reno, insieme a: Holsterhausen, Haltern, Beckinghausen e Anreppen.
Il perimetro era costituito da un agger di terra, da un fossato largo 4-5 metri e profondo 2-3 metri, una palizzata di legno, tipica dell'età augustea ed una serie di torri distanziate tra loro ad intervalli di circa 25 metri.
Sono state poi identificate all'interno del grande perimetro del campo diverse ed importanti strutture come: le abitazioni dei centurioni di fronte alla palizzata in legno, l'abitazione del comandante (il Praetorium di 41 x 59 metri), la Via principalis, i Principia (di 94 x 103 metri), le abitazioni dei Tribuni e del Legato (di 39 x 29 metri e 36 x 17,5 Meter), oltre ad altri edifici minori.
Anche in questo campo furono ritrovati alcuni reperti militari (come una spada, il gladio legionario, in legno da esercitazione; i pilum ovvero i giavellotti dei legionari, lame di pugnali, piombini per fionda, punte di freccia), monete, e diverse Phalerae (collane), ecc., certamente non numerosi come ad Haltern.
L'ampia superficie del campo di Oberaden induce a credere che vi potessero essere ospitate fino a 2-3 legioni e contingenti di Auxilia.